# Харитонов, Александр Васильевич (художник)
Александр Васильевич Харитонов (1932—1993) — советский живописец, график.

## Творческая биография
Один из мастеров «советского неофициального искусства» 1950—1980-х годов. Творчество Александра Харитонова представляет сплав классических традиций «героического пейзажа», древнерусской иконописи и шитья. Композиции выполнены с помощью оригинального «мозаичного» мазка.
Похоронен на Востряковском кладбище.

## Работы находятся в собраниях
- Государственной Третьяковской галерее, Москва.
- Московского музея современного искусства, Москва.
- Музея АРТ4, Москва.
- Музея РГГУ «Другое искусство», Москва.
- Нового музея, Санкт-Петербург.
- Гослитмузея, Россия
- Дальневосточного художественного музея, г. Хабаровск
- Орловского музея изобразительных искусств
- Музея Сергея Есенина, Россия
- Музея Людвига, г. Кёльн, Германия
- Музея Зиммерли (коллекция Нортона Нэнси и Доджей), США
- Музея г. Тампере, Финляндия
- Евгения Нутовича, Москва.
- Владимира Немухина, Москва.
- Эрика Багдасаряна, Прага, Чехия
- Валерия Дудакова, Москва, Россия
- Жан-Жака Герона, Париж, Франция
- Глеба Горбовского, Санкт-Петербург, Россия
- Бориса Ерофеева, Москва, Россия
- Рёхея Комиямы, Япония
- Наталии Курниковой, Москва, Россия
- Веры и Юлии Макляревских, Москва, Россия
- Людмилы Максаковой, Москва, Россия
- Галины и Кирилла Махровых, Париж, Франция
- Евгения и Надежды Рейн, Москва, Россия
- Зили Ди Розы, Италия
- Татьяны Соколовой, Москва, Россия
- Наталии Солженицыной, Москва, Россия
- Юрия Яковлева, Москва, Россия

## Краткий перечень выставок
- 1958 — Персональная выставка. Московский государственный университет, Москва.
- 1965 — Персональная выставка. Институт физики им. Карпова, Москва.
- Персональная квартирная выставка. Ленинград.
- 1967 — A Survey of Russian Painting, Fifteenth Century to the Present. Gallery of Modern Art, Нью-Йорк.
- 1967 — New Painting from the USSR. Galerie Maison de la Tour, Сен-Реститю (фр.), Франция.
- 1970 — New Tendencies in Moscow. Museo Belle Arti, Лугано.
- 1970-71 — Alexey Smirnov and the Russian Avant-garde from Moscow. Galerie Fourmiere, Villa Egli-Keller, Цюрих.
- 1971 — Ten Artists from Moscow. Копенгагенский культурный фонд, Копенгаген.
- 1973 — Персональная выставка. Краеведческий музей, Дмитров.
- 1974 — Eight Painters from Moscow. Musee de Peintures et Sculptures, Гренобль.
- 1974 — Painters from Moscow. Высшая школа (датск.), Валлекиле (датск.), Дания.
- 1975 — Выставка живописи. Павильон «Пчеловодство», ВДНХ, Москва.
- 1975 — Unofficial Russian Art. Шарлоттенберг, ФРГ.
- 1976 — Семь художников. Горком художников-графиков, Москва.
- 1976 — Religious Motifs in Unofficial Russian Art (Glezer Collection), Parkway Focus Gallery, Лондон.
- Unofficial Art from the Soviet Union. The Russian Museum in Exile, Париж.
- Russian Noncomformist Art (Glezer Collection), Stat Galerie die Fujre, Saulgau, West Germany
- Alternatives (Glezer Collection of Nonconformist Russian Art), Kunstverein, Esslinger, West Germany
- Opening Exhibition of Museum of Russian Art in Exile, Montgeron, France
- Contemporary Russian Painting, Palais de Congres, Paris, France
- 1976—1989 Ежегодные выставки в Горкоме художников-графиков, Малая Грузинская, 28, Москва, СССР
- 1977 New Soviet Art, Venice Biennale, Venice, Italy
- New Art from the Soviet Union, Arts Club and Kiplinger Editors Building, Washington, DC, USA
- Modern Russian Art (from collection of Russian Museum in Exile Montgeron), Palais de Congres, Paris, France
- 1978 New Art from the Soviet Union, Herbert F. Johnson Museum of Art at Cornell University, Ithaca, NY, USA
- New Soviet Art. Biennali, Turin, Italy
- Modern Unofficial Art from the Soviet Union, Municipal Museum, Tokyo, Japan
- New Russian Art, Biennale, Bellinozona, Switzerland
- 1979 Exhibition Moscow/Paris, Museum of Contemporary Russian Art in Exile, Montgeron, France
- 1981 °C.A.S.E. Museum of Russian Art in Exile, Jersey City, USA
- 1981-82 25 Years of Soviet Unofficial Art: 1956—1981, Museum of Contemporary Russian Art in Exile, Montgeron, France
- 1985 Персональная выставка в Горкоме художников-графиков, Малая Грузинская, 28, Москва, СССР
- 1986-89 Двадцать московских художников. Ежегодные выставки, Горком художников-графиков, Москва, СССР
- 1988 Тысячелетие христианства на Руси, Горком художников-графиков, Москва, СССР
- 1989 Коллекция Л. Талочкина, Областной художественный музей, Куйбышев, СССР
- 1989 Коллекция Тани и Наташи Колодзей, Республиканский музей, Ташкент, Узбекистан, СССР
- 1990 Христианство: традиции и современность. Выставочный зал на Солянке, Москва.
- 1990 Апокалипсис и Божий мир на земле. Выставочный зал на Солянке, Москва.
- Выставка «15 лет Горкому художников-графиков», Горком художников-графиков, Москва, СССР
- 1990-91 Другое искусство. Третьяковская галерея, Москва.
- 1991 Персональная выставка. Дом ученых, Москва.
- Картины возвращаются в Россию: картины остаются в России. ЦДХ, Москва.
- Другое искусство. Русский музей, Ленинград.
- Персональная выставка «Памяти древнерусского искусства», Центральный дом литераторов, Москва.
- 1991-92 Alexander Kharitonov, Музей современного русского искусства, Джерси-Сити.
- 2007 Москва — Нью-Йорк. Сеанс одновременной игры. Из коллекции Kolodzei Art Foundation (США) Moscow-New York = Parallel Play. From the Kolodzei Art Foundation Collection of Russian and Eastern European Art.Chelsea Art Museum, New York, USA
- 2008 Legends of the Russian Underground: Rukhin, Sitnikov, Kharitonov. MacDougall’s, Лондон.

## Выставки памяти А. В. Харитонова, организованные Т. А. Соколовой
- 1993 — Редакция газеты «Аргументы и факты», Москва, Россия
- 1993 — Галерея «Артэтаж», Владивосток, Россия
- 1993 — Краеведческий музей, Дальнегорск, Россия
- 1994 — ГТГ, Москва, Россия
- 1995 — «Золотая роспись», Российско-американский прессцентр, галерея «Семь гвоздей», Москва, Россия
- 1996 — Государственный НИИ реставрации, Москва, Россия
- 1996 — Посольство России, Лондон, Великобритания
- 1997 — Филиал Государственного литературного музея (ГЛМ), Трубниковский пер., Москва, Россия
- 1998 — «Бурганов-центр», Москва, Россия
- 1999 — Галерея «Дар», Москва, Россия
- 2000 — Государственный музей А. С. Пушкина, Москва, Россия
- 2001 — Галерея «Магнум Арс», Москва, Россия
- 2002 — Особняк В. Брюсова, Отдел литературы серебряного века, ГЛМ, Москва, Россия
- 2002 — К 70-летию художника, «Творчество А. В. Харитонова и его последователей», ГЛМ, Петровка, 28, Москва, Россия
- 2003 — Галерея «Точка», Знаменка, 13, Москва, Россия
- 2004 — Открытие храма во имя Толгской иконы Божией матери, расписанного Александром Чашкиным в памятьА. В. Харитонова, Высоко-Петровский монастырь, Москва, Россия
- 2005 — «Творчество А. В. Харитонова и 21 картина его памяти 21 художника», из собрания Т. А. Соколовой, Клуб «Дворянская усадьба»,Российский фонд культуры, Москва, Россия
- 2006 — Галерея «Феникс», Кутузовский пр-т, 3, Москва, Россия
- 2007 — «АХ, прекрасные дамы!», выставка с участием работ 25 известных художниц из собрания Т. А. Соколовой, Галерея «Студия»,М. Власьевский пер., 5, Москва, Россия
- 2008 — «Чудо всегда незаметно», Выставочный зал в Толмачах, ГТГ, Москва, Россия
- 2009 — «Четыре Александра», Высоко-Петровский монастырь, Петровка, 28, Москва, Россия
- 2010 — «Золотые звуки картин А. В. Харитонова» с участием художников А. Шеко и С. Землякова. Музей А. Н. Скрябина, Москва, Россия
- 2011 — Презентация альбома А,В, Харитонова «Золотое безграничное пространство», московский филиал галереи Нади Брыкиной в Цюрихе (Швейцария), Россия. (К 70-летию А.В. Харитонова)
- 2012 — «Воскресение», галерея «Наши художники», поселок Борки, Московская область, Россия
- 2013 — Государственный театральный музей имении А. А. Бахрушина, Москва, Россия
- 2014 — Музей-библиотека имени Николая Федорова, Москва, Россия
- 2015 — Музей Андрея Рублева, Андрониковский монастырь, Москва, Россия
- 2016 — Дом русского зарубежья памяти А.И. Солженицына
- 2018 — Театр-мастерская Петра Фоменко
- 2022 — К 90-летию А.В. Харитонова в галерее "Наши художники" (Москва, Сеченовский пер., 2) с 23 мая по 17 июля состоялась выставка "Сказки Оттепели". В экспозиции были представлены картины Александра Харитонова, Василия Ситникова и Бориса Свешникова.

## Краткая фильмография
- «А. В. Харитонов», реж. Светлана Немчевская
- «Белая дорога Александра Харитонова», реж. Михаил Трофимов
- «Мое прощание», реж. Людмила Солнышкина"Выставка памяти Александра Харитонова", ГТГ, Выставочный зал в Толмачах, реж. Виталий Андрющенко
- «Тихое совершенство», выставка памяти А. В. Харитонова в музее А. Н. Скрябина, реж. Виталий Андрющенко
- «Воскресение», выставка творчества А. В. Харитонова в галерее «Наши художники», реж. Владимир Красовский

## Краткая библиография
- Журнал «Знание — сила», 1966.
- Unofficial Art in the Soviet Union by Paul Sjeclocha and Igor Mead, University of California Press. Berkeley and Los Angeles, 1967, pp 181—185.
- Журнал «Декоративное искусство» № 9 , 1968.
- Muse de Grenoble, 8 peintres de Moscou, fvrier-mars 1974, pp 8-9.
- La peinture russe contemporaine, Palais des Congres Paris, 1976.
- Unofficial Art from the Soviet Union by Igor Golomshtok and Alexander Glezer, Secker and Warlurg, London 1977, p 96, pp 126—127.
- Struggle for the Spirit, the State University of New Jersey — Rutgers.
- New Art from the Soviet Union, Norton Dodge and Alison Hilton, Acropolis Books Ltd. Washington, D.C., 1977.
- Альманах Аполлон-77, Михаил Шемякин, Париж, январь 1977, стр. 296—299.
- Каталог «Семь художников», Горком художников-графиков, Москва, 1985.
- Каталог «Выставки двадцати московских художников, весна 1985, 1986, 1987», Горком художников-графиков, Москва, 1988.
- The article «Followers of Revolutionary Avangard» by Rerhey Komiajma, One Painting Magazine, No 7, Tokio, 1987, pp 42-44.
- Альманах «Стрелец», Нью-Йорк-Париж-Москва, изд-во «Третья волна», статья Т. А. Соколовой, 1989.
- Сборник «Другое искусство», СПб, «Интербук», статья Т. А. Соколовой, 1991.
- «Русь — Христианство», составитель О. Кандауров, изд-во «Терра», Москва, 1991.
- Статьи Т. А. Соколовой: «Аргументы и факты», «Новая газета», «Утро России», журналы «Столица», «Московский журнал», 1991—1997.
- Alexander Kharitonov, Exhibition Catalogue by Norton Dodge, Jersey City, N.Y., Museum of Contemporary Russian Art, 1992.
- М. Н. Соколов. Александр Харитонов, Нью-Йорк-Париж-Москва, изд-во «Третья волна», 1993.
- Православие в изобразительном искусстве — Избранные произведения, АО «Интерком», Москва, 1994.
- Русская религиозная живопись 1970—1990-е гг., из частных собраний, составитель С. В. Тимченко, Москва, «Новая книга», 1995.
- Статья «Скромное чудо», Алла Уманская, Panorama № 807, September 25-October 1, 1996.
- Галина Махрова. «Запретные краски эпохи», изд-во Русского христианского гуманитарного института, Санкт-Петербург, 1998.
- «500 шедевров русского искусства». Москва, АСТ, 2004.
- Александр Харитонов — «Чудо всегда незаметно», статья Т. А. Соколовой. Журнал «Третьяковская галерея», № 1, 2008 (18).
- Legends of the Russian Underground: Rukhin, Sitnikov, Kharitonov. Exhibition Catalogue, MacDougall’s, London, 2008.
- Альбом «Золотое безграничное пространство», А. В. Харитонов, составитель Т. А. Соколова, изд-во "КРУК, Москва, 2011
- Каталог выставки «Воскресение» в галерее «Наши художники», Москва, 2012